# ドミコ
ドミコ（domico）は、日本の2ピースロックバンド。

## メンバー
- さかしたひかる（坂下光/ボーカル&ギター）

岩手県出身
- 長谷川啓太 （ドラム&コーラス）

新潟県出身

## 概要・略歴
2011年に結成。バンド名の由来に特に意味はなく、バンド名を略されるのがすごく嫌であったので、最初から略されているような名前かつ読みやすくて言いやすい造語にした。
ジャンルはポストパンク、サイケデリック・ミュージック、ガレージロックなどの要素を取り入れたシューゲイズ・サウンドが特色。
2012年にミニアルバム『深層快感です』、2013年にフルアルバム『わお、だいびんぐ』をリリース。
2014年、初の全国流通盤となるミニアルバム『深層快感ですか?』をリリース。
2016年には初のフルアルバム『SOO COO?』をリリース。
ライブ活動は国内に留まらず、2018年にはジェットの来日ツアーに帯同。SXSW及び全米6箇所のツアー、台湾公演など精力的にライブ活動を展開。
2021年2月にリリース予定であったライブ映像作品『VOO DOO TOUR? FINAL』の発売中止を発表。公式YouTubeチャンネルで同作に収録予定だったライブ映像の全編が無料で公開。
2021年10月、アルバム『血を嫌い肉を好む』をリリース。2022年5月21日から同アルバムリリースツアー第2弾「続・血を嫌い肉を好むTOUR」を17公演開催する。
2025年2月6日、長谷川が活動休止。今後はサポートメンバーを迎えてバンド活動を継続することを発表。

## ディスコグラフィー

### 配信
| 発売日        | タイトル          | 備考 |
| ------------- | ----------------- | ---- |
| 2019年7月19日 | WHAT’S UP SUMMER  |      |
| 2021年6月9日  | 猿犬蛙馬          |      |
| 2023年3月26日 | なんて日々だっけ? |      |

### VINYL
- SOO COO?（2016年11月9日）
- hey hey , my my?（2018年1月31日）
- ベッドルーム・シェイク・サマー（2019年1月9日）
- Nice Body?（2019年2月6日）
- VOO DOO?（2021年2月24日）

### 参加作品

#### コンピレーションアルバム
| 発売日        | タイトル                                     | 曲順 | 楽曲                  |
| ------------- | -------------------------------------------- | ---- | --------------------- |
| 2016年7月27日 | ニンジャスレイヤー フロムコンピレイシヨン 伐 | M.4  | おーまいがー          |
| 2021年3月10日 | 麦本三歩の好きな音                           | M.2  | こんなのおかしくない? |
| 2021年3月31日 | 映画『ゾッキ』オリジナル・サウンドトラック   | M.1  | なんていうか          |

## ミュージックビデオ
| 監督            | 曲名                           |
| --------------- | ------------------------------ |
| Margo's DeaD    | Pop,Step,Junk!                 |
| 松谷裕紀        | まどろまない                   |
| 山口保幸        | こんなのおかしくない？         |
| 山口保幸        | ペーパーロールスター           |
| 尾山翔哉        | WHAT'S UP SUMMER               |
| 尾山翔哉        | ロースト・ビーチ・ベイベー     |
| 尾山翔哉        | ベッドルーム・シェイク・サマー |
| 石田悠介        | グレープフルーツジュース       |
| Hidenobu Tanabe | びりびりしびれる               |
| Mirai Mizue     | 化けよ                         |
| Denki Imahara   | 猿犬蛙馬                       |
| Nao Watanabe    | 問題発生です                   |
| PERIMETRON      | 血を嫌い肉を好む               |

## タイアップ一覧
| 使用年 | 曲名                 | タイアップ |
| ------ | -------------------- | --- |
| 2016年 | おーまいがー         | TOKYO MXほかアニメ『ニンジャスレイヤー フロムアニメイシヨン』スペシャル・エディシヨン版 第4話エンディングテーマ |
| 2019年 | ペーパーロールスター | 北海道テレビ『夢チカ18』2月度オープニングテーマ                                                                 |
| 2019年 | ペーパーロールスター | Apple Music「5,000万曲で忘れられない夏に」CMソング                                                              |
| 2021年 | びりびりしびれる     | テレビ東京系『中居正広のただただ話すダーケ』テーマソング                                                        |

## ヘビーローテーション/パワープレイ

### テレビ
| 放送年 | 曲名                  | ヘビーローテーション/パワープレイ              |
| ------ | --------------------- | ---------------------------------------------- |
| 2017年 | こんなのおかしくない? | スペースシャワーTV ミドルローテーション「it!」 |
| 2019年 | ペーパーロールスター  | 長崎国際テレビ『AIR』2月度Catch Up!            |

## 主なライブ

### ワンマンライブ・主催イベント
| 開催日                       | タイトル                                                 | 備考                     |
| ---------------------------- | -------------------------------------------------------- | ------------------------ |
| 2016年11月30日〜2017年2月4日 | ドミコ「soo coo?」Release Tour                           |                          |
| 2017年10月29日〜2018年4月1日 | ドミコ「hey hey,my my?」 Release Tour                    |                          |
| 2018年9月17日〜10月3日       | ドミコ ツーマン・ツアー "ベッドルーム・シェイク・ツアー" |                          |
| 2019年2月15日〜5月18日       | ドミコ ワンマンツアー「Nice Body Tour?」                 |                          |
| 2019年8月22日                | WHAT'S UP SUMMER?                                        | 渋谷WWW X                |
| 2020年1月10日〜1月25日       | domico One-man 2020                                      |                          |
| 2020年6月26日                | ドミコ / Online Performance At ReNY alpha                | 赤羽ReNY alpha           |
| 2020年10月18日〜2021年2月9日 | ドミコ「VOO DOO TOUR?」                                  |                          |
| 2021年5月1日                 | ドミコ Floor Live「360°」                                | 横浜ベイホール（二部制） |
| 2021年7月15日〜8月17日       | 猿犬蛙馬周遊Tour                                         |                          |
| 2021年9月23日                | 心斎橋JANUS 10周年やり直し 興行 「ドミコと髭」           | Music Club JANUS         |
| 2021年10月13日               | 『血を嫌い肉を好む』Release Event                        |                          |
| 2021年10月23日〜12月14日     | 血を嫌い肉を好むTOUR                                     |                          |
| 2022年3月19日                | ドミコ 日比谷野外大音楽堂ワンマン 2022                   | 日比谷野外大音楽堂       |
| 2022年5月21日〜7月17日       | 続・血を嫌い肉を好むTOUR                                 |                          |
| 2022年11月3日                | LIVE IN MISAKI 2022                                      | 日本大学                 |
| 2022年12月18日〜12月23日     | ドミコ ワンマンライブ2022                                |                          |
| 2023年6月23日〜7月11日       | ドミコ ワンマンツアー2023、その1 "なんて日々だっけ?"     | 東名阪3公演              |
| 2023年10月19日〜12月13日     | ドミコ ワンマンツアー2023、その2"肴"(あて)               |                          |